# ナタリー・ドシー
ナタリー・ドシー（Nathalie Dechy, 1979年2月21日 - ）は、フランスの女子プロテニス選手。フランス領のグアドループに生まれる。2006年と2007年に全米オープン女子ダブルスで2年連続優勝した選手で、2007年全仏オープンの混合ダブルス優勝もある。右利き、バックハンド・ストロークは両手打ち。ベースライン・プレーヤーで、オーバーヘッド・スマッシュ（自分の頭の上から打つスマッシュ）を最も得意にする。自己最高位はシングルス11位、ダブルス8位。WTAツアーでシングルス1勝、ダブルスで7勝を挙げた。「ドゥシー」「デシー」などの表記揺れも多い。

## 来歴
ドシーは父親がテニスと数学の教師で、母親もスポーツの教師という恵まれた家庭に育った。1994年にプロ入り。1995年に高校を中退し、プロテニス選手に専念する。同年の全仏オープンで、地元フランス人選手として主催者推薦を受け、4大大会にデビューした。2000年から女子テニス国別対抗戦・フェドカップのフランス代表選手になる。同年に2つのトーナメントで決勝に進んだが、どちらも準優勝で止まった。2003年1月にオーストラリア・ゴールドコーストの大会でツアー初優勝を果たしたが、これがドシーの唯一のシングルス・タイトルである。
ナタリー・ドシーのシングルス分野でのハイライトは、2005年全豪オープンでの準決勝進出である。この時ドシーは、4回戦で2004年全仏オープン優勝者のアナスタシア・ミスキナ、準々決勝ではスイスの実力者パティ・シュナイダーを破り、初めて4大大会のベスト4に勝ち残った。準決勝では第1シードのリンゼイ・ダベンポートから第1セットを 6-2 で奪ったが、第2セットのタイブレークを失い、最終第3セットでダベンポートに 4-6 と逆転されて決勝進出を逃した。全豪オープンで8強入りした2005年は、ウィンブルドンと全米オープンでも4回戦に進み、全体的に好調なシーズンを送った。

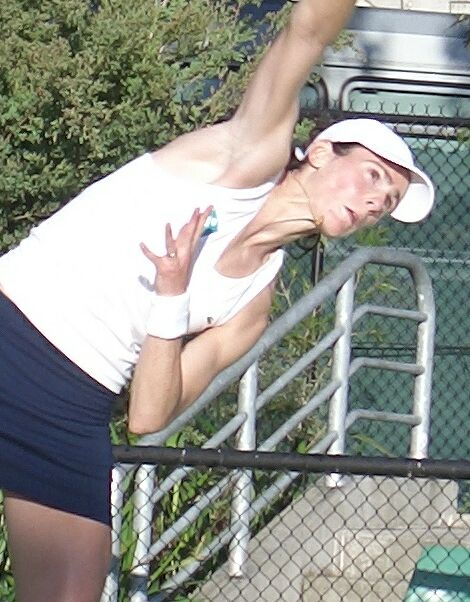
2006年全豪オープンにて

2006年度の序盤戦ではつまずき、全豪オープンでは初戦敗退に終わる。2月の東レ パン・パシフィック・オープン・テニストーナメント2回戦で、第3シードのドシーは当年度から現役復帰したマルチナ・ヒンギスに 6-4, 5-7, 2-6 の逆転で敗れた。シングルスではしばらく不調が続いたが、全米オープンの女子ダブルスでドシーはベラ・ズボナレワとペアを組み、カタリナ・スレボトニク（スロベニア）&ディナラ・サフィナ（ロシア）組を 7-6, 7-5 で破って初優勝を決めた。
2007年の全仏オープン混合ダブルス部門で、ドシーはアンディ・ラム（イスラエル）とペアを組んで優勝し、2つ目のグランドスラム・タイトルを獲得した。ドシーとラムは、決勝で前年度優勝ペアのネナド・ジモニッチ（セルビア）&カタリナ・スレボトニク組を 7-5, 6-3 で破って初優勝を決めた。全米オープンの女子ダブルスでは、ドシーは（前年度は決勝でネット越しに戦っていた）ディナラ・サフィナとパートナーを組んだ。ドシーとサフィナは、決勝で台湾ペアの詹詠然&荘佳容組を 6-4, 6-2 で破り、ドシーは全米女子ダブルス2連覇を達成した。
ドシーは4大大会のシングルスに1996年全仏オープンから最後の試合出場になる2009年ウィンブルドン選手権まで54大会連続で出場した。これは杉山愛の62大会連続、フランチェスカ・スキアボーネの61大会連続に次ぎ、エレーナ・リホフツェワと並んで史上3位である。
2009年7月ドシーは妊娠と現役引退を発表。2010年1月長男を出産している。

## WTAツアー決勝進出結果

### シングルス: 5回 (1勝4敗)
| 大会グレード          | 大会グレード                 |
| 2008年以前            | 2009年以後                   |
| --------------------- | ---------------------------- |
| グランドスラム (0–0)  |                              |
| WTAファイナルズ (0–0) |                              |
| ティア I (0–0)        | プレミア・マンダトリー (0-0) |
| ティア I (0–0)        | プレミア5 (0-0)              |
| ティア II (0–1)       | プレミア (0–0)               |
| ティア III (1-2)      | インターナショナル (0–0)     |
| ティア IV ＆ V (0–1)  | インターナショナル (0–0)     |

| 結果   | No. | 決勝日        | 大会             | サーフェス | 対戦相手                       | スコア        |
| ------ | --- | ------------- | ---------------- | ---------- | ------------------------------ | ------------- |
| 準優勝 | 1.  | 2000年2月27日 | オクラホマシティ | ハード     | モニカ・セレシュ               | 1–6, 6–7      |
| 準優勝 | 2.  | 2000年4月16日 | リスボン         | クレー     | アンケ・フーバー               | 2–6, 6–1, 5–7 |
| 優勝   | 1.  | 2003年1月5日  | ゴールドコースト | ハード     | マリー＝ガイアネ・ミカエリアン | 6–3, 3–6, 6–3 |
| 準優勝 | 3.  | 2004年8月29日 | ニューヘイブン   | ハード     | エレーナ・ボビナ               | 2–6, 6–2, 5–7 |
| 準優勝 | 4.  | 2008年8月17日 | シンシナティ     | ハード     | ナディア・ペトロワ             | 2–6, 1–6      |

### ダブルス: 14回 (7勝7敗)
| 結果   | No. | 決勝日         | 大会             | サーフェス        | パートナー           | 対戦相手                                                  | スコア               |
| ------ | --- | -------------- | ---------------- | ----------------- | -------------------- | --------------------------------------------------------- | -------------------- |
| 準優勝 | 1.  | 2001年10月21日 | ブラチスラヴァ   | ハード (室内)     | メイレン・ツー       | エレーナ・ボビナ ダヤ・ベダノワ                           | 3–6, 4–6             |
| 優勝   | 1.  | 2002年2月10日  | パリ             | カーペット (室内) | メイレン・ツー       | エレーナ・デメンチェワ ヤネッテ・フサロバ                 | 不戦勝               |
| 準優勝 | 2.  | 2002年2月17日  | アントワープ     | カーペット (室内) | メイレン・ツー       | パティ・シュナイダー マグダレナ・マレーバ                 | 3–6, 7–6, 3–6        |
| 準優勝 | 3.  | 2002年10月20日 | ブラチスラヴァ   | ハード (室内)     | メイレン・ツー       | マヤ・マテブジッチ ヘンリエッタ・ナギョワ                 | 0–6, 4–6             |
| 準優勝 | 4.  | 2003年1月5日   | ゴールドコースト | ハード            | エミリー・ロワ       | マルチナ・ナブラチロワ スベトラーナ・クズネツォワ         | 4–6, 4–6             |
| 準優勝 | 5.  | 2003年2月16日  | アントワープ     | カーペット (室内) | エミリー・ロワ       | 杉山愛 キム・クライシュテルス                             | 2–6, 0–6             |
| 準優勝 | 6.  | 2004年10月31日 | リンツ           | ハード (室内)     | パティ・シュナイダー | ヤネッテ・フサロバ エレーナ・リホフツェワ                 | 2–6, 5–7             |
| 優勝   | 2.  | 2006年9月10日  | 全米オープン     | ハード            | ベラ・ズボナレワ     | ディナラ・サフィナ カタリナ・スレボトニク                 | 7–6(5), 7–5          |
| 優勝   | 3.  | 2007年5月14日  | ローマ           | クレー            | マラ・サンタンジェロ | タチアナ・ガルビン ロベルタ・ビンチ                       | 6–4, 6–1             |
| 優勝   | 4.  | 2007年9月9日   | 全米オープン     | ハード            | ディナラ・サフィナ   | 詹詠然 荘佳容                                             | 6–4, 6–2             |
| 優勝   | 5.  | 2009年1月5日   | オークランド     | ハード            | マラ・サンタンジェロ | ヌリア・リャゴステラ・ビベス アランチャ・パラ・サントンハ | 4–6, 7–6(3), [12–10] |
| 準優勝 | 7.  | 2009年1月16日  | シドニー         | ハード            | ケーシー・デラクア   | 謝淑薇 彭帥                                               | 0-6, 1-6             |
| 優勝   | 6.  | 2009年3月2日   | モンテレイ       | ハード            | マラ・サンタンジェロ | イベタ・ベネソバ バルボラ・ザフラボバ・ストリコバ         | 6–3, 6–4             |
| 優勝   | 7.  | 2009年5月18日  | ストラスブール   | クレー            | マラ・サンタンジェロ | クレア・フュアーステイン ステファニー・フォレッツ         | 6–0, 6–1             |

## 4大大会ダブルス優勝
- 全仏オープン 混合ダブルス：1勝（2007年） ［パートナー：アンディ・ラム］
- 全米オープン 女子ダブルス：2勝（2006年・2007年） ［パートナー：ベラ・ズボナレワ → ディナラ・サフィナ］

## 4大大会シングルス成績
略語の説明
| W | F | SF | QF | #R | RR | Q# | LQ | A | Z# | PO | G | S | B | NMS | P | NH |

W=優勝, F=準優勝, SF=ベスト4, QF=ベスト8, #R=#回戦敗退, RR=ラウンドロビン敗退, Q#=予選#回戦敗退, LQ=予選敗退, A=大会不参加, Z#=デビスカップ/BJKカップ地域ゾーン, PO=デビスカップ/BJKカッププレーオフ, G=オリンピック金メダル, S=オリンピック銀メダル, B=オリンピック銅メダル, NMS=マスターズシリーズから降格, P=開催延期, NH=開催なし.
| 大会           | 1995 | 1996 | 1997 | 1998 | 1999 | 2000 | 2001 | 2002 | 2003 | 2004 | 2005 | 2006 | 2007 | 2008 | 2009 | 通算成績 |
| -------------- | ---- | ---- | ---- | ---- | ---- | ---- | ---- | ---- | ---- | ---- | ---- | ---- | ---- | ---- | ---- | -------- |
| 全豪オープン   | A    | LQ   | 1R   | 1R   | 1R   | 1R   | 1R   | 3R   | 3R   | 4R   | SF   | 1R   | 1R   | 1R   | 2R   | 13–13    |
| 全仏オープン   | 1R   | 2R   | 1R   | 3R   | 3R   | 1R   | 3R   | 3R   | 3R   | 1R   | 3R   | 3R   | 2R   | 2R   | 1R   | 17–15    |
| ウィンブルドン | A    | 1R   | 2R   | 1R   | 4R   | 3R   | 2R   | 3R   | 3R   | 3R   | 4R   | 1R   | 1R   | 2R   | 1R   | 17–14    |
| 全米オープン   | A    | 2R   | 2R   | 4R   | 1R   | 2R   | 2R   | 3R   | 2R   | 3R   | 4R   | 1R   | 1R   | 1R   | A    | 15–11    |

※: 2003年全米2回戦と2004年全米3回戦の不戦敗は通算成績に含まない